# Kapelle Am Guten Mann

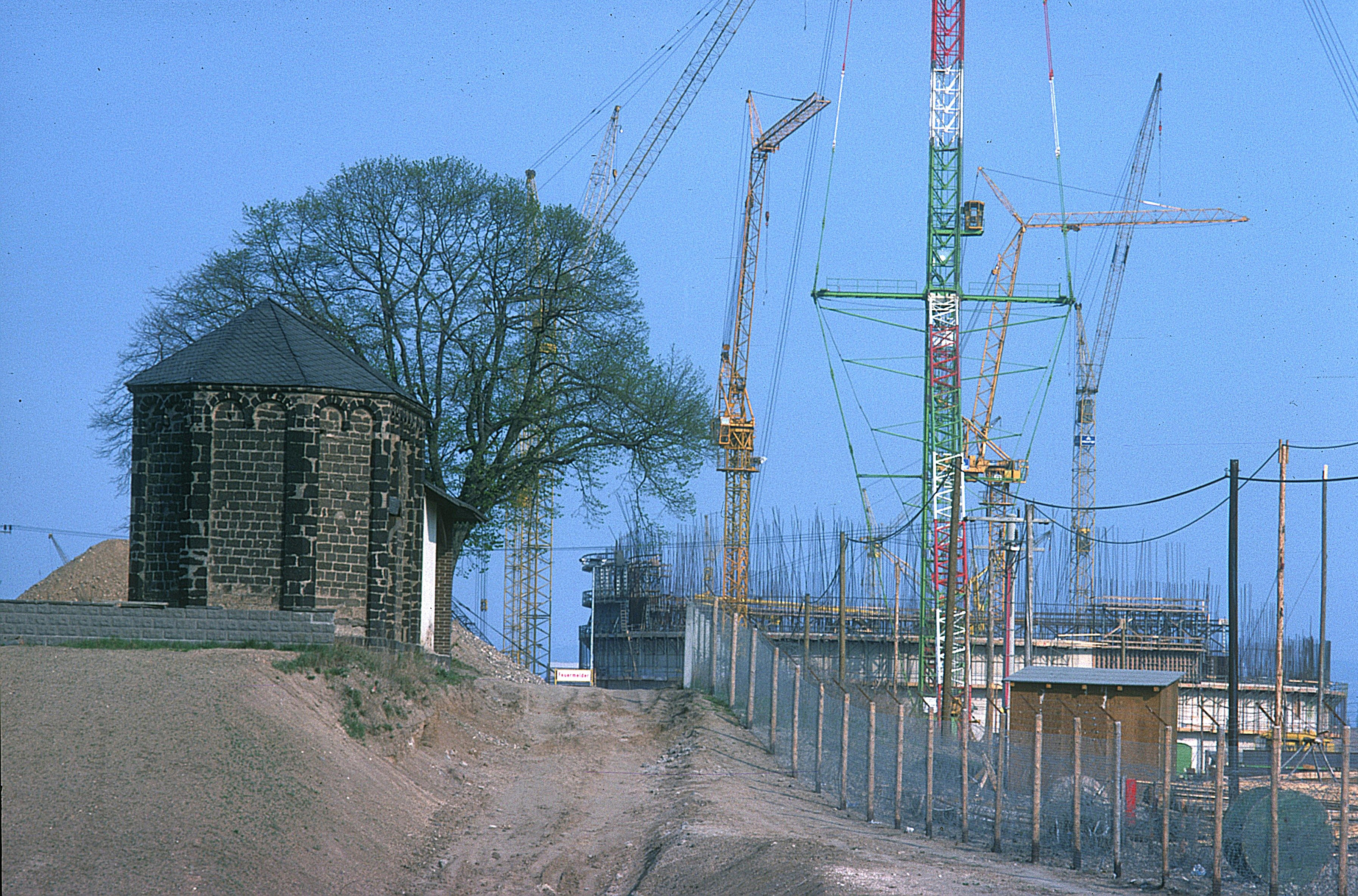
Kapelle „Am Guten Mann“ während der Bauzeit des Kernkraftwerks (1976)

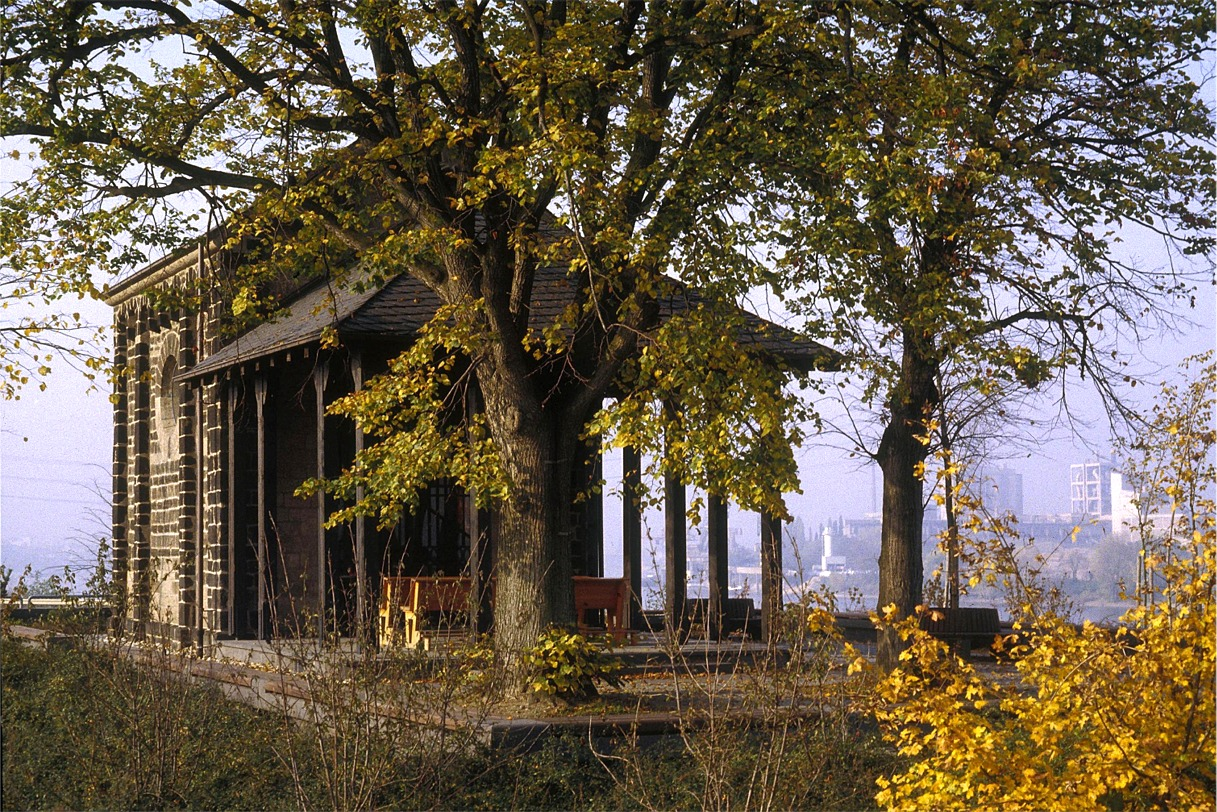
Der „Gute Mann“ 1982, nach der Renovierung

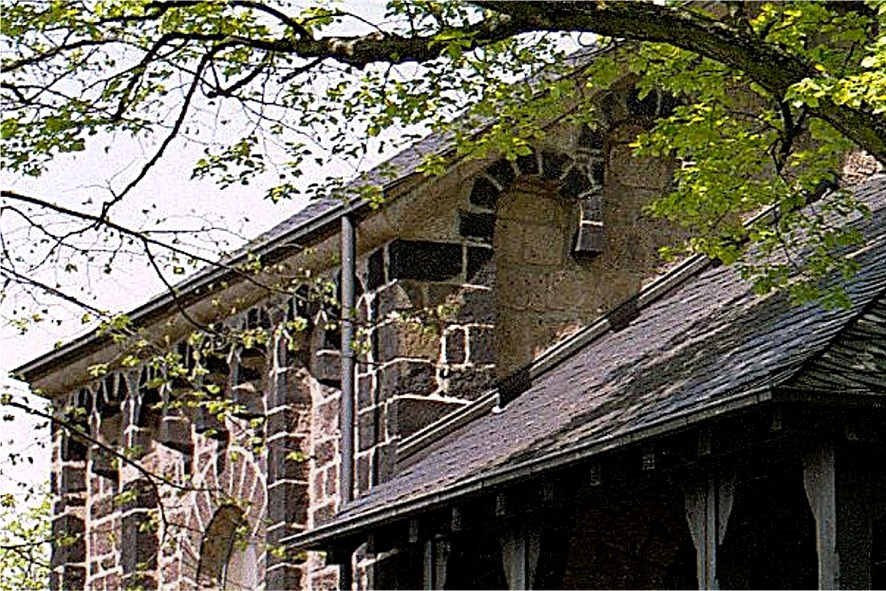
Detail der Kapelle mit den für Lassaulx typischen Bogen

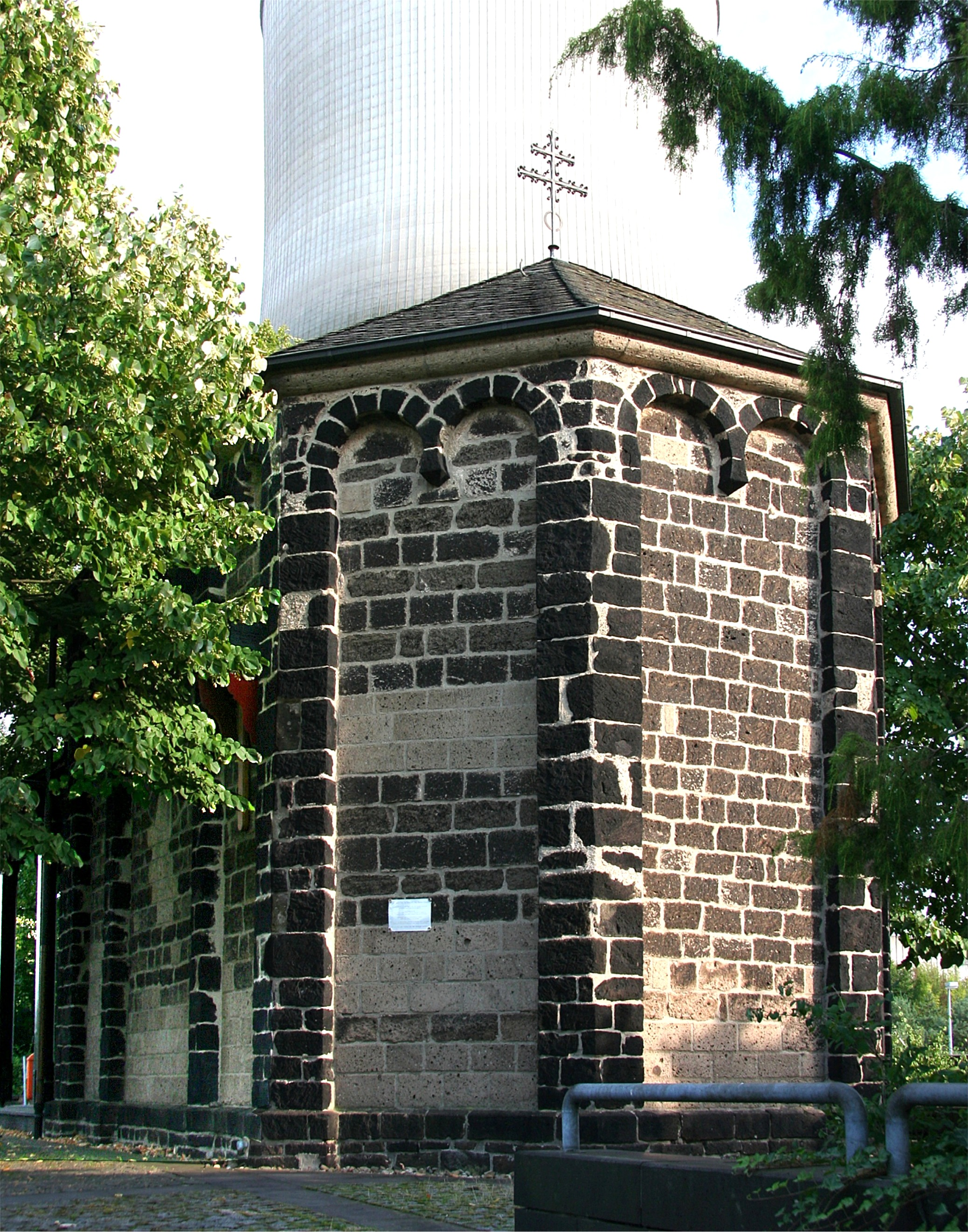
Nordwestseite der Kapelle

Die Kapelle Am Guten Mann steht auf einer kleinen Anhöhe am Rhein bei Stromkilometer 605,5 in unmittelbarer Nähe des Kernkraftwerks Mülheim-Kärlich in Rheinland-Pfalz. Erbaut wurde sie 1838 nach einem Entwurf von Johann Claudius von Lassaulx; von jeher ist sie Eigentum der Pfarrgemeinde Kärlich.

## Geschichte vom 12. bis zum 19. Jahrhundert

### Kapelle und Siechenhaus
1162 ist ein Siechenhaus an dieser Stelle nachgewiesen, zu dem bereits eine Kapelle gehört haben dürfte, die jedoch erst 1389 urkundlich belegt ist. Zu dieser Zeit betreuten Kartäusermönche aus Koblenz die am „Guten Mann“ untergebrachten Kranken (hauptsächlich Aussätzige) und hielten Gottesdienst in der Kapelle.
Am 25. März 1499 konsekrierte der Trierer Weihbischof Johann von Eindhoven einen Neubau. Das war ungewöhnlich, denn die Konsekration ist eine Weihehandlung, die grundsätzlich Kirchen und nicht Kapellen vorbehalten ist; Kapellen werden lediglich benediziert. Die Anzahl der von dieser Zeit an in mehreren Siechenhäusern untergebrachten Kranken wurde immer größer, ließ aber Ende des 17. Jahrhunderts nach, sodass die Gebäude infolge der geringeren Nutzung zerfielen.
In der Zeit von 1746 bis 1747 entstand eine neue Kapelle, die 1795 während der Französischen Revolution 1795 bei der Beschießung von Neuwied zerstört wurde. Den Bürgern war es jedoch gelungen, das Inventar (vor allem Bilder und Statuen) in Sicherheit zu bringen. 1838 wurde die heutige Kapelle mit den typischen Stilmerkmalen des Koblenzer Baumeisters Lassaulx errichtet: Farbwechsel im Steinmaterial, Bogen unterhalb des Dachs und Lisenen.

### Herkunft des Namens „Guter Mann“
Der Name der Kapelle kommt von den Kranken, die vom Siechenhaus aus innerhalb eines bestimmten Bereichs bis zur Ortsgrenze gehen durften, wo die Bewohner Gaben für sie ablegten. Mit einer Klapper mussten sie sich bemerkbar machen. Dabei riefen sie „Guter Mann!“, um zu sagen, dass sie in friedlicher Absicht kamen. Die Grenze, bis zu der sich die Kranken dem Ort nähern durften, markierte der Bildstock Job (mundartliche Kurzform von Ijob) in der Rheinstraße.

### Eremiten am Guten Mann
Um 1700 kamen Eremiten an den Guten Mann, die zunächst Kranke pflegten und nach der Auflösung des Siechenhauses Durchreisende beherbergten. Nach der Überlieferung war es außerdem ihre Aufgabe, bei Dunkelheit mit einer Lampe vorbeifahrende Schiffer und Flößer zu warnen. Der letzte Eremit vom Guten Mann starb am 1. September 1765.

## Die Kapelle von 1838
Das Mauerwerk der Kapelle – eines kleinen einschiffigen Sakralgebäudes mit nach Westen ausgerichteter Altarapsis (Dreiachtelschluss) – besteht aus Basaltlava und Tuff. Das Dach ist mit Schiefer eingedeckt. Außen ist das Bauwerk 8 m lang und an der Ostseite 5 m breit. Vor der Kapelle befindet sich ein ca. 5,50 × 5,00 m großer überdachter freier Raum, der wie der Innenraum mit Basaltplatten ausgelegt ist.

### Innenraum
Ein dreiteiliger Barockaltar stammt aus der Zeit um 1700. Erst später wurde ein Ölbild in das Mittelfeld des Altars eingefügt, das den heiligen Bernhard von Clairvaux zeigt, der den gekreuzigten Christus umarmt. Das Gemälde wird auf das späte 18. Jahrhundert datiert. Seit der Renovierung von 1980/81 steht an der Stelle dieses Bildes eine Pietà, wie sie wahrscheinlich auch früher dort ihren Platz hatte. Zur weiteren Ausstattung gehörten eine Madonna auf der Mondsichel (um 1750), Statuen des Evangelisten Johannes und des heiligen Johannes von Nepomuk sowie vier kleine Holzskulpturen, ein Kruzifix und ein Gemälde, das die heiligen Vierzehn Nothelfer darstellt.

### Die Pietà vom Guten Mann

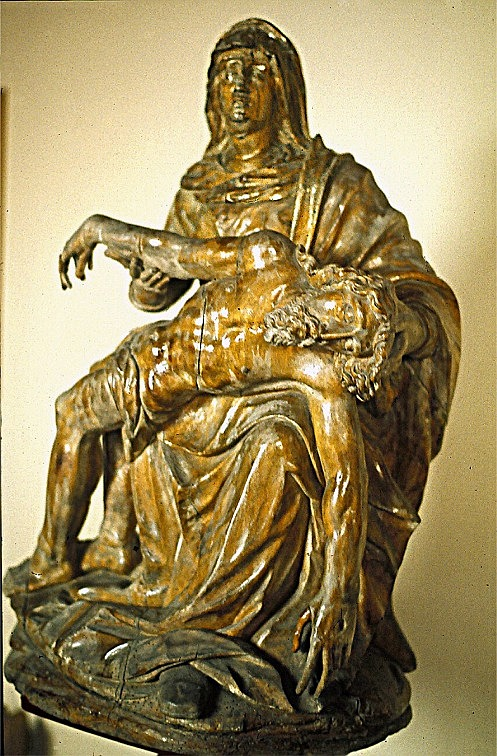
Pietà um 1630

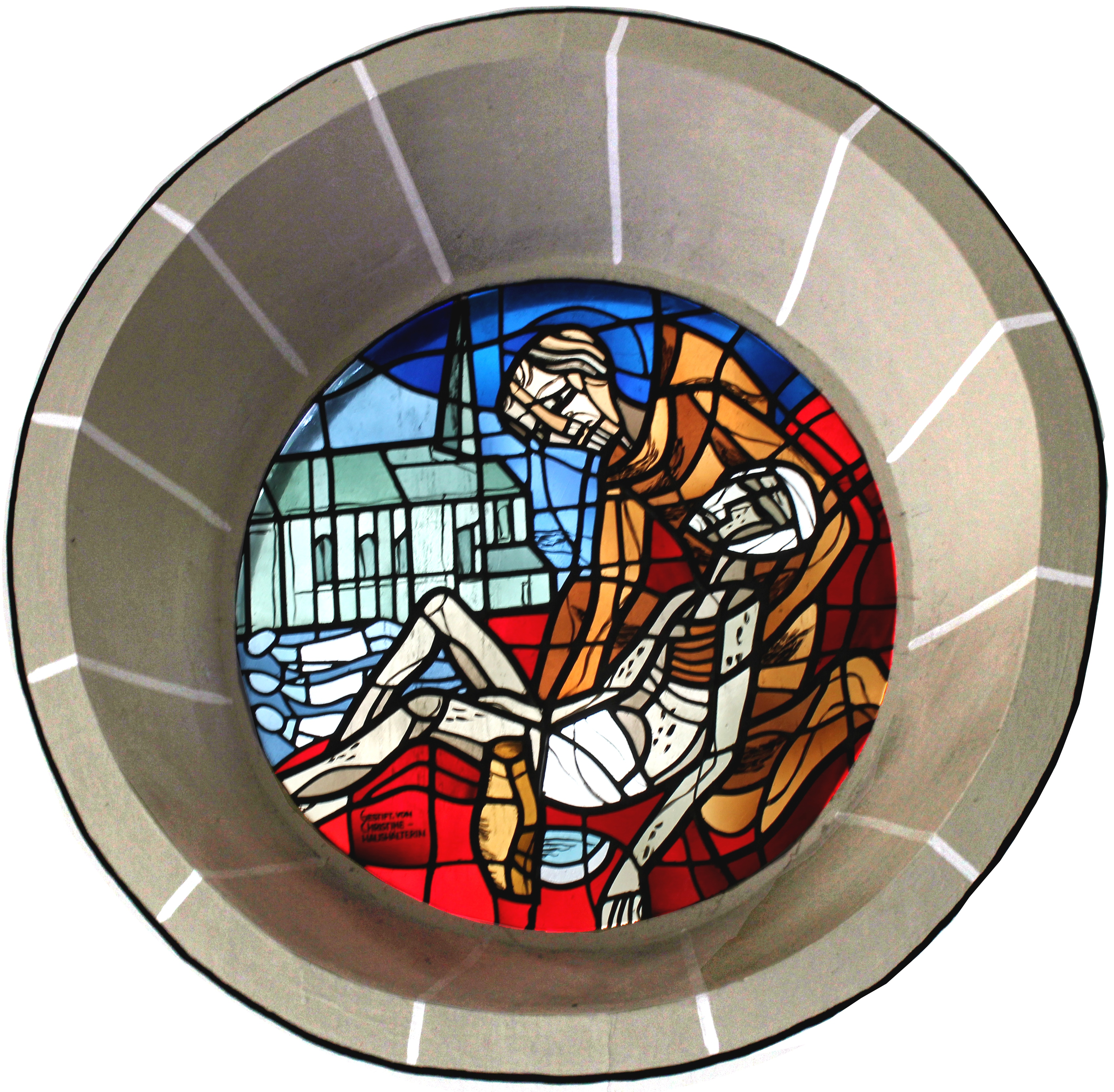
Der Eremit vom Guten Mann pflegt einen Kranken – Buntglasfenster von Werner Persy

Die Patrone der Kapelle sind der heilige Nikolaus und die Schmerzhafte Muttergottes, die in einer Holzstatue aus der Zeit um 1630 dargestellt war. 1951 gab es Bestrebungen, diese Pietà mit einem fein ausgearbeiteten Christuskopf der Epoche Tilman Riemenschneiders (1460–1531) zuzuordnen, woraufhin die aus mehreren Schichten bestehende Farbe entfernt und das Holz freigelegt wurde. Seit 1990 ist die Figur wieder farbig gefasst (was dem Originalzustand entspricht) und steht in der Pfarrkirche St. Mauritius.
Die Pietà, die seit 1981 den Mittelpunkt der Kapelle bildet, schuf die Offenbacher Bildhauerin Irma Rückert (1923–2006). Das Holz dieser Statue ist naturbelassen, entsprechend dem historischen Vorbild, wie es sich in der Zeit von 1951 bis Ende der 1970er-Jahre zeigte.

### Statuen von Schutzheiligen
Nachdem wie die alte Pietà alle weiteren Statuen und die Gemälde Anfang der 1970er-Jahre aus Sicherheitsgründen in die Pfarrkirche Kärlich verbracht worden waren, schuf Irma Rückert 1982 vier kleine Figuren, die als Schutzheilige zur Geschichte der Kapelle und zur Pfarrei Kärlich gehören. Links auf dem Altar stehen der heilige Mauritius und die heilige Maria Magdalena, die Patrone der Kärlicher Kirche. Auf Konsolen am Übergang vom Langhaus zur Apsis sind links Johannes Nepomuk und rechts Nikolaus von Myra, der Schutzpatron der Schiffer, dargestellt. Die Verehrung des heiligen Johannes Nepomuk am Guten Mann begann 1762 mit einer Stiftung des Freiherrn Ignatius Franz von Ehrenfels, eines Kammerherrn und Gardisten der drei letzten Trierer Kurfürsten, für ein jährliches „Hohes Am(b)t“ zu Ehren des Heiligen „für lebendige und abgestorbene Gutthäter“.

### Fenster
In zwei einander gegenüberliegenden Rundfenstern sind Szenen aus der täglichen Arbeit des Eremiten vom Guten Mann dargestellt. Die 1981/82 entstandenen Bilder des Trierer Malers und Grafikers Werner Persy zeigen den Eremiten, wie er einen Aussätzigen pflegt und wie er mit einer Laterne die Schiffer auf dem Rhein vor den Gefahren des Flusses warnt. Im Hintergrund des Fensters an der Südseite der Kapelle ist die alte Kärlicher Kirche zu sehen, an der Nordseite zum Rhein hin der Weiße Turm, ein einstiger Zollturm, nach dem die nahe dem Guten Mann gelegene Stadt Weißenthurm benannt ist.